# Équipe de Norvège de football au Championnat d'Europe 2000
L'équipe de Norvège de football participe à son 1er championnat d'Europe lors de l'édition 2000 qui se tient en Belgique et aux Pays-Bas du 10 juin 2000 au 2 juillet 2000. Les Norvégiens se classent troisièmes du groupe C et sont éliminés dès la phase de poule.

## Phase qualificative
La phase qualificative est composée de neuf groupes et les neuf vainqueurs de poule ainsi que le meilleur deuxième sont qualifiés. Les huit autres deuxièmes s'affrontent en barrages d'où sortent quatre vainqueurs. Ces quatorze équipes accompagnent la Belgique et les Pays-Bas, qualifiés d'office pour l'Euro 2000 en tant que pays organisateur. La Norvège termine 1re du groupe 2.
| Rang | Équipe   | Pts | J  | G | N | P | Bp | Bc | Diff |  | Résultats (▼ dom., ► ext.) |     |     |     |     |     |     |
| ---- | -------- | --- | -- | - | - | - | -- | -- | ---- |  | -------------------------- | --- | --- | --- | --- | --- | --- |
| 1    | Norvège  | 25  | 10 | 8 | 1 | 1 | 21 | 9  | +12  |  | Norvège                    |     | 4-0 | 1-0 | 1-3 | 2-2 | 1-0 |
| 2    | Slovénie | 17  | 10 | 5 | 2 | 3 | 12 | 14 | -2   |  | Slovénie                   | 1-2 |     | 0-3 | 1-0 | 2-0 | 2-1 |
| 3    | Grèce    | 15  | 10 | 4 | 3 | 3 | 13 | 8  | +5   |  | Grèce                      | 0-2 | 2-2 |     | 1-2 | 2-0 | 3-0 |
| 4    | Lettonie | 13  | 10 | 3 | 4 | 3 | 13 | 12 | +1   |  | Lettonie                   | 1-2 | 1-2 | 0-0 |     | 0-0 | 1-0 |
| 5    | Albanie  | 7   | 10 | 1 | 4 | 5 | 8  | 14 | -6   |  | Albanie                    | 1-2 | 0-1 | 0-0 | 3-3 |     | 2-1 |
| 6    | Géorgie  | 5   | 10 | 1 | 2 | 7 | 8  | 18 | -10  |  | Géorgie                    | 1-4 | 1-1 | 1-2 | 2-2 | 1-0 |     |

## Phase finale

### Phase de groupe
| Groupe C |                |     |   |   |   |   |    |    |      |
|          | Équipe         | Pts | J | G | N | P | BP | BC | Diff |
| 1        | Espagne        | 6   | 3 | 2 | 0 | 1 | 6  | 5  | +1   |
| 2        | RF Yougoslavie | 4   | 3 | 1 | 1 | 1 | 7  | 7  | 0    |
| 3        | Norvège        | 4   | 3 | 1 | 1 | 1 | 1  | 1  | 0    |
| 4        | Slovénie       | 2   | 3 | 0 | 2 | 1 | 4  | 5  | -1   |

| 13 juin 20h45 | Espagne        | 0 | 1 | Norvège        |
| 13 juin 20h45 | RF Yougoslavie | 3 | 3 | Slovénie       |
| 18 juin 18h00 | Slovénie       | 1 | 2 | Espagne        |
| 18 juin 20h45 | Norvège        | 0 | 1 | RF Yougoslavie |
| 21 juin 18h00 | RF Yougoslavie | 3 | 4 | Espagne        |
| 21 juin 18h00 | Slovénie       | 0 | 0 | Norvège        |

| 13 juin 2000                      | Espagne   | 0 - 1 | Norvège     | Feyenoord Stadion, Rotterdam                       |                                                    |
| 18:00 · Historique des rencontres |           |       | Iversen 65e | Spectateurs : 45 000 Arbitrage : Gamal Al-Ghandour | Spectateurs : 45 000 Arbitrage : Gamal Al-Ghandour |
| 18:00 · Historique des rencontres | (Rapport) |       |             | Spectateurs : 45 000 Arbitrage : Gamal Al-Ghandour | Spectateurs : 45 000 Arbitrage : Gamal Al-Ghandour |

| 18 juin 2000                      | Norvège   | 0 - 1 | RF Yougoslavie | Stade Maurice Dufrasne, Liège                |                                              |
| 20:45 · Historique des rencontres |           |       | Milošević 8e   | Spectateurs : 24 000 Arbitrage : Hugh Dallas | Spectateurs : 24 000 Arbitrage : Hugh Dallas |
| 20:45 · Historique des rencontres | (Rapport) |       |                | Spectateurs : 24 000 Arbitrage : Hugh Dallas | Spectateurs : 24 000 Arbitrage : Hugh Dallas |

| 21 juin 2000                      | Slovénie  | 0 - 0 | Norvège | Gelredome, Arnhem                            |                                              |
| 18:00 · Historique des rencontres |           |       |         | Spectateurs : 22 000 Arbitrage : Graham Poll | Spectateurs : 22 000 Arbitrage : Graham Poll |
| 18:00 · Historique des rencontres | (Rapport) |       |         | Spectateurs : 22 000 Arbitrage : Graham Poll | Spectateurs : 22 000 Arbitrage : Graham Poll |

## Effectif
Sélectionneur : Nils Johan Semb
| No. | Pos.      | Joueur              | Date de naissance et âge | Sélec. | Club              |
| --- | --------- | ------------------- | ------------------------ | ------ | ----------------- |
| 1   | Gardien   | Thomas Myhre        | 16 octobre 1973          | 10     | Everton           |
| 2   | Défenseur | André Bergdølmo     | 13 octobre 1971          | 24     | Rosenborg         |
| 3   | Défenseur | Bjørn Otto Bragstad | 5 janvier 1971           | 11     | Rosenborg         |
| 4   | Défenseur | Henning Berg        | 1er septembre 1969       | 70     | Manchester United |
| 5   | Défenseur | Trond Andersen      | 6 janvier 1975           | 8      | Wimbledon         |
| 6   | Milieu    | Roar Strand         | 2 février 1970           | 23     | Rosenborg         |
| 7   | Milieu    | Erik Mykland        | 21 juillet 1971          | 72     | Panathinaïkos     |
| 8   | Milieu    | Ståle Solbakken     | 27 février 1968          | 57     | AaB Ålborg        |
| 9   | Attaquant | Tore André Flo      | 15 juin 1973             | 48     | Chelsea           |
| 10  | Milieu    | Kjetil Rekdal       | 6 novembre 1968          | 83     | Vålerenga         |
| 11  | Milieu    | Bent Skammelsrud    | 18 mai 1966              | 35     | Rosenborg         |
| 12  | Gardien   | Frode Olsen         | 12 octobre 1967          | 14     | Séville FC        |
| 13  | Gardien   | Morten Bakke        | 16 décembre 1968         | 1      | Molde FK          |
| 14  | Défenseur | Vegard Heggem       | 13 juillet 1975          | 18     | Liverpool         |
| 15  | Milieu    | John Arne Riise     | 24 septembre 1980        | 5      | AS Monaco         |
| 16  | Défenseur | Dan Eggen           | 13 janvier 1970          | 17     | Deportivo Alavés  |
| 17  | Attaquant | John Carew          | 5 septembre 1979         | 12     | Rosenborg         |
| 18  | Attaquant | Steffen Iversen     | 10 novembre 1976         | 15     | Tottenham         |
| 19  | Milieu    | Eirik Bakke         | 13 septembre 1977        | 5      | Leeds             |
| 20  | Attaquant | Ole Gunnar Solskjær | 26 février 1973          | 30     | Manchester United |
| 21  | Milieu    | Vidar Riseth        | 21 avril 1972            | 25     | Celtic Glasgow    |
| 22  | Défenseur | Stig Inge Bjørnebye | 11 décembre 1969         | 71     | Liverpool         |

## Navigation